# Девушка с бокалом вина
«Девушка с бокалом вина» (нидерл. Dame en twee heren) — картина Яна Вермеера, написанная около 1659—1660 годов. В настоящее время хранится в музее герцога Антона Ульриха в Брауншвейге (Германия). Внизу слева на оконном стекле видна подпись автора: «IV Meer».
Впервые картина упоминается в числе зарегистрированных на аукционе Якоба Диссиуса 16 мая 1696 года под названием «Весёлая компания пирует в комнате» с начальной ценой 73 флорина. Впоследствии встречается в описи коллекции Антона Ульриха Брауншвейгского 1710, 1744 и 1776 годов. Во время наполеоновских войн находилась в Париже в качестве трофея до 1815 года.
Картина имеет очевидное сходство и эстетическую близость с двумя другими работами Вермеера — «Бокал вина» и «Прерванный урок музыки», имеющими аналогичную стилистическую и архитектурную структуру. Некоторые элементы абсолютно идентичны, например, приоткрытое окно с гербом на витраже (вероятно, Жанетты Вогел, жены соседа Вермеера).
Картина изображает мужчину, преподносящего бокал вина даме, одетой в ярко-красное шёлковое платье, возможно, с целью соблазнения. Та, улыбаясь, смотрит на зрителя с выражением лица, в котором можно прочитать как кокетство, так и лёгкую нетрезвость. На заднем плане у стены сидит второй мужчина, задумчиво облокотившийся об стол. Вид его меланхоличен, что может быть обусловлено опьянением или проявлением ревности. На хорошо освещённом столе, покрытом синей скатертью, изображён небольшой натюрморт с фруктами на металлическом подносе и керамическим кувшином, стоящим на белой ткани.
Подобные темы часто встречались в жанровой живописи того времени (например, «Женщина, пьющая с солдатами» (1658) Питера де Хоха, находящаяся в Лувре), однако работы Вермеера отличаются более глубокой проработкой психологических аспектов между персонажами. Смысл полотна, вероятно, кроется в призыве к умеренности, представленной в виде аллегории на оконном витраже и контрастирующей с поведением компании в комнате. Той же цели, возможно, служит и портрет одного из предков, висящий на стене.
Безукоризненная перспектива изображения, наглядно видимая в реалистично освещённом плиточном полу, делает картину одним из шедевров зрелого периода мастера. Использование различных техник — от вуалирования до элементов пуантилизма — позволяет более реалистично передать поверхности различных объектов.
Пигментный анализ, проведенный Германом Куном, показывает, что Вермеер использовал дорогой натуральный ультрамарин для скатерти, свинцово-оловянно-желтый для апельсинов на столе, ализарин и киноварь для юбки женщины.